# Amadeo de Souza-Cardoso
Amadeo de Souza-Cardoso (Manhufe, Mancelos, Amarante, 14 de novembro de 1887 – Espinho, 25 de outubro de 1918) foi um pintor português.
Pertencente à primeira geração de pintores modernistas portugueses, Amadeo de Souza-Cardoso destaca-se entre todos eles pela qualidade excecional da sua obra e pelo diálogo que estabeleceu com as vanguardas históricas do início do século XX. "O artista desenvolveu, entre Paris e Manhufe, a mais séria possibilidade de arte moderna em Portugal num diálogo internacional, intenso mas pouco conhecido, com os artistas do seu tempo". A sua pintura articula-se de modo aberto com movimentos como o cubismo o futurismo ou o expressionismo, atingindo em muitos momentos — e de modo sustentado na produção dos últimos anos —, um nível em tudo equiparável à produção de topo da arte internacional sua contemporânea.
A morte aos 30 anos de idade irá ditar o fim abrupto de uma obra pictórica em plena maturidade e de uma carreira internacional promissora mas ainda em fase de afirmação. Amadeo ficaria longamente esquecido, dentro e, sobretudo, fora de Portugal: "O silêncio que durante longos anos cobriu com um espesso manto a visibilidade interpretativa da sua obra […], e que foi também o silêncio de Portugal como país, não permitiu a atualização histórica internacional do artista"; e "só muito recentemente Amadeo de Souza-Cardoso começou o seu caminho de reconhecimento historiográfico".

## Biografia

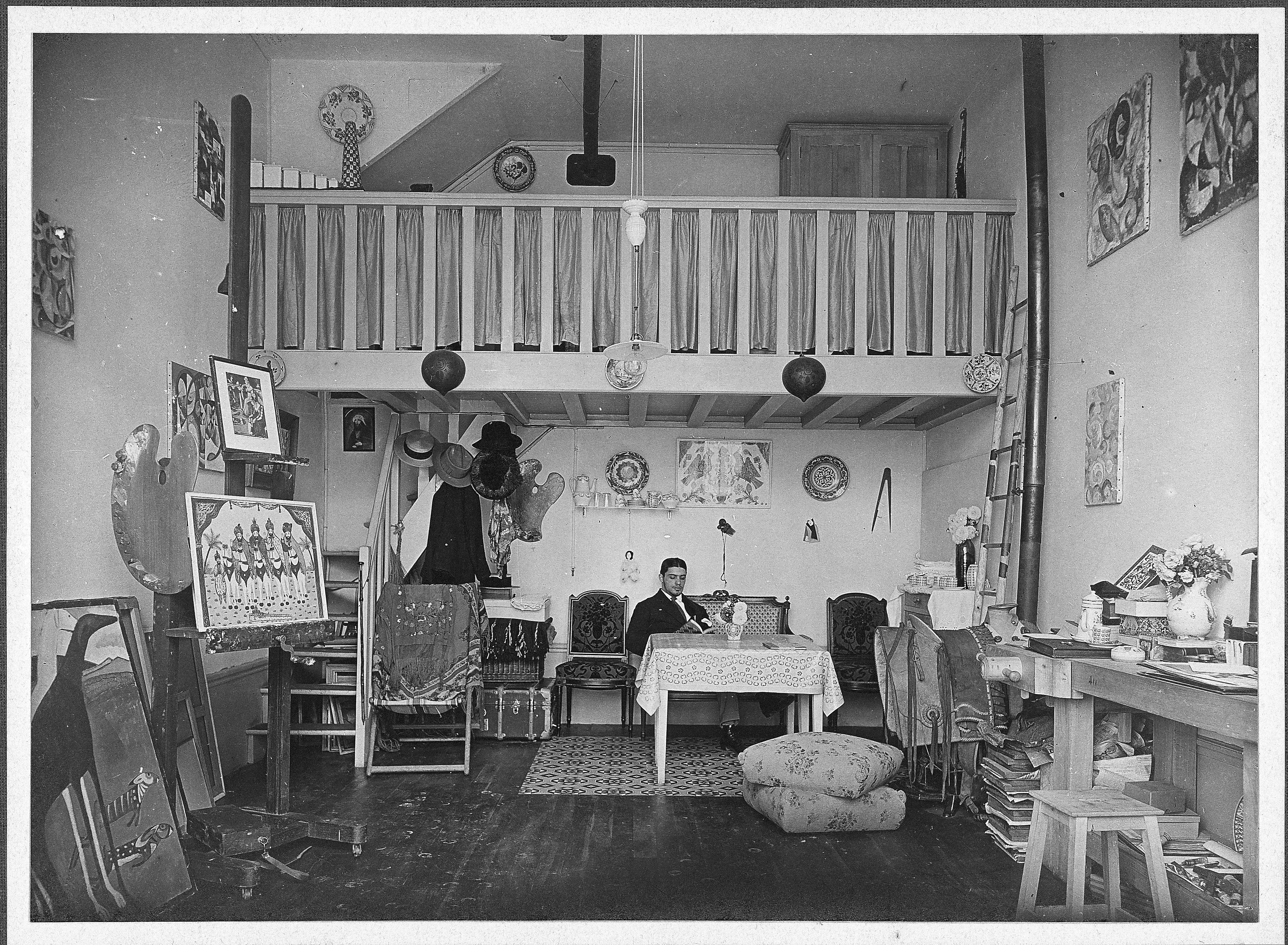
Amadeo no seu atelier, Rue Ernest Cresson, 20, Paris, 1912

Filho de Emília Cândida Ferreira Cardoso e José Emygdio de Sousa Cardoso, Amadeo de Souza-Cardoso nasce a 14 e é batizado a 16 de novembro de 1887, em Manhufe, freguesia de Mancelos, em Amarante, "numa família de boa burguesia rural, poderosa e de muita religião, entre nove irmãos […]. Seu pai era uma espécie de «gentleman farmer», vinhateiro rico, de espírito prático, desejando educar eficientemente os filhos".
Estuda no Liceu Nacional de Amarante e mais tarde em Coimbra. Em 1905 ingressa no curso preparatório de desenho na Academia Real de Belas-Artes, em Lisboa; e em novembro do ano seguinte (no dia em que celebra o seu 19º aniversário), parte para Paris, instalando-se no bairro de Montparnasse, famoso ponto de encontro de intelectuais e artistas, onde irá viver todos os anos de permanência nessa cidade (1907–1914). Ao longo desses 8 anos regressará, no entanto, diversas vezes a Portugal para estadias mais ou menos breves.
Estabelece contacto com outros artistas portugueses a residir em Paris, entre os quais Francisco Smith, Eduardo Viana e Emmerico Nunes. Frequenta os ateliês de Godefroy e Freynet com o intuito de preparar a admissão ao curso de arquitetura, projeto que abraça, em parte para responder às expectativas familiares, mas que acaba por abandonar. Publica caricaturas em periódicos portugueses como O Primeiro de Janeiro (1907) e a Ilustração Popular (1908–1909).
O início da sua atividade como pintor data provavelmente de 1907. No ano seguinte conhece Lucie Meynardi Pecetto, com quem viria a casar-se sete anos mais tarde. Em 1909 frequenta as aulas do pintor Anglada-Camarasa na Académie Vitti e mais tarde as Academias Livres.

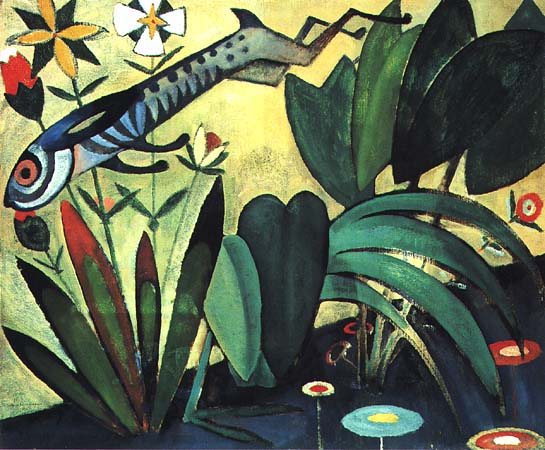
Saut du Lapin (Salto do coelho), 1911, óleo sobre tela, 50,2 x 61,6 cm

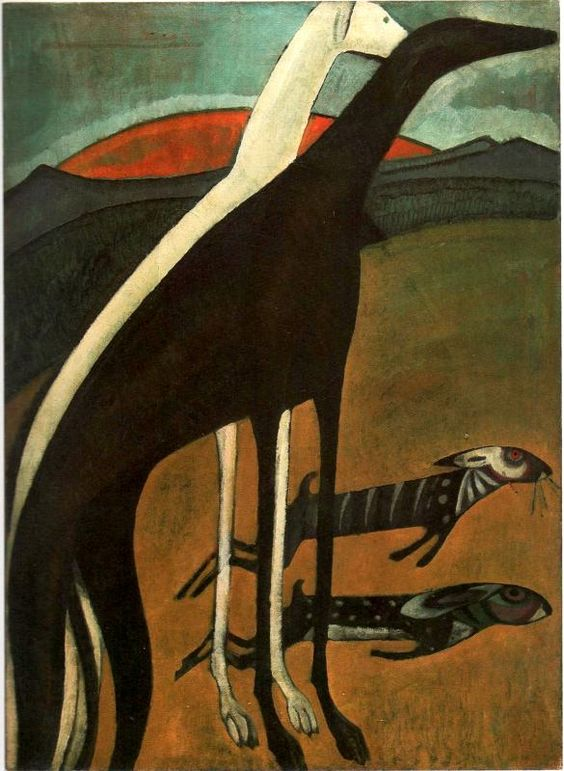
Os Galgos, 1911, óleo sobre tela, 100 x 73 cm

Em 1910 estabelece uma forte e duradoura relação de amizade com Amedeo Modigliani, Constantin Brancusi e Alexander Archipenko. Na correspondência para Portugal Amadeo refere-se à sua fascinação por aquilo que denomina por "pintores primitivos" (e pela escultura e arquitetura da cristandade); por outro lado, revela um sentimento artístico já amadurecido, manifestando a sua oposição ao naturalismo em favor de opções plásticas exigentes, distanciadas de pressupostos académicos.
No dia 5 de março de 1911 Modigliani e Amadeo inauguram uma exposição no ateliê do pintor português, perto do Quai d'Orsay, cujo livro de honra é assinado por Picasso, Apollinaire, Max Jacob e Derain; e no mês seguinte Amadeo participa pela primeira vez numa grande mostra internacional, o XXVII Salon des Independents, exposição determinante e que dá grande visibilidade ao cubismo. Nesse mesmo ano conhece Sonia e Robert Delaunay e, através deles, Apollinaire, Picabia, Chagall, Boccioni, Klee, Franz Marc e Auguste Macke.
Em 1912 publica o álbum XX Dessins, onde reúne desenhos desse ano e do anterior que terão grande divulgação na imprensa francesa e portuguesa; participa no X Salon d’Automne (Grand Palais), encerrando o seu curto ciclo expositivo em Paris. É um dos artistas representados no famoso Armory Show (International Exhibition of Modern Art), Nova Iorque, 1913, exposição que marca a grande viragem modernista no meio artístico norte-americano: atento ao panorama artístico alemão, expõe também em Berlim, no Erster Deutscher Herbstsalon (Primeiro Salão de Outono Alemão), organizado pela Galeria Der Sturm, em conjunto com artistas maioritariamente associados à "novíssima pintura", dos futuristas italianos ao grupo do Blaue Reiter e ao casal Delaunay. Em 1914 tem trabalhos expostos em Londres e nos Estados Unidos (Exhibition of Painting and Sculpture in the "Modern Spirit", Milwaukee Art Society). O seu espírito instável fá-lo passar por "momentos torturantes de ansiedade".
Durante uma viagem a Barcelona toma conhecimento do início da 1ª Guerra Mundial (1914–1918). Regressa a Portugal e a 26 de setembro casa-se com Lucie Pecetto, fixando residência na Casa do Ribeiro, em Manhufe, que o seu pai mandara construir. No ano seguinte reencontra Sonia e Robert Delaunay, que entretanto haviam fixado residência em Vila do Conde. Amadeo ocupa o seu tempo entre a pintura, a caça, os passeios a cavalo, mas o seu isolamento começa a tornar-se difícil de suportar e faz planos para regressar a Paris. 1916 fica marcado por várias tentativas falhadas de participação em exposições internacionais; nesse mesmo ano publica o álbum 12 Reproductions e realiza exposições individuais no Porto (Salão de Festas do Jardim Passos Manuel) e em Lisboa (Liga Naval, Palácio do Calhariz). O acolhimento crítico, "num país pouco acostumado a exposições deste género, em que o modelo dos salons ainda vigorava, foi sobretudo marcado pela surpresa"; a articulação da montagem, "as obras exibidas e a internacionalização do artista português causaram espanto generalizado". Durante a estadia em Lisboa convive com Almada Negreiros e com membros do grupo Orpheu.
Em 1917 envolve-se em projetos editoriais com Almada Negreiros, publica dois trabalhos na revista Portugal Futurista (Farol; Cabeça Negra), mas acima de tudo trabalha intensamente, aprofundando o seu universo pictórico, que expande em novas direções. Anseia no entanto pelo regresso a Paris, o que não viria a acontecer. No ano seguinte contrai uma doença de pele que lhe afeta o rosto e as mãos e o impede de trabalhar. Abandona Manhufe e refugia-se em Espinho, na tentativa vã de escapar à epidemia de Gripe Espanhola que se espalha rapidamente e à qual viria a sucumbir em 25 de Outubro desse mesmo ano.
De personalidade algo paradoxal, Amadeo era "convictamente monárquico" e poderá ter pertencido — este facto não é mencionado nas publicações mais importantes sobre Amadeo —, a um movimento conhecido por Grupo do Tavares, que incluiria, entre outros, Eduardo Viana, Almada Negreiros e Santa Rita.

## Obra

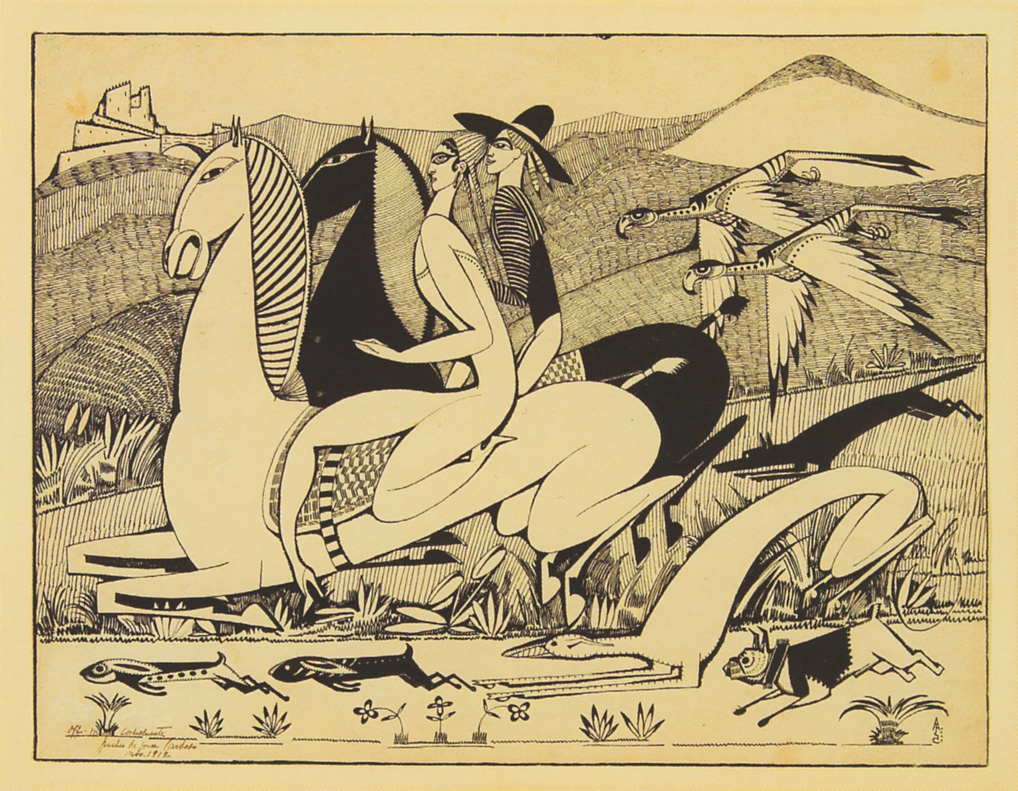
Les Faucons (Os falcões), 1912, tinta-da-china sobre papel, 27 x 24,3 cm

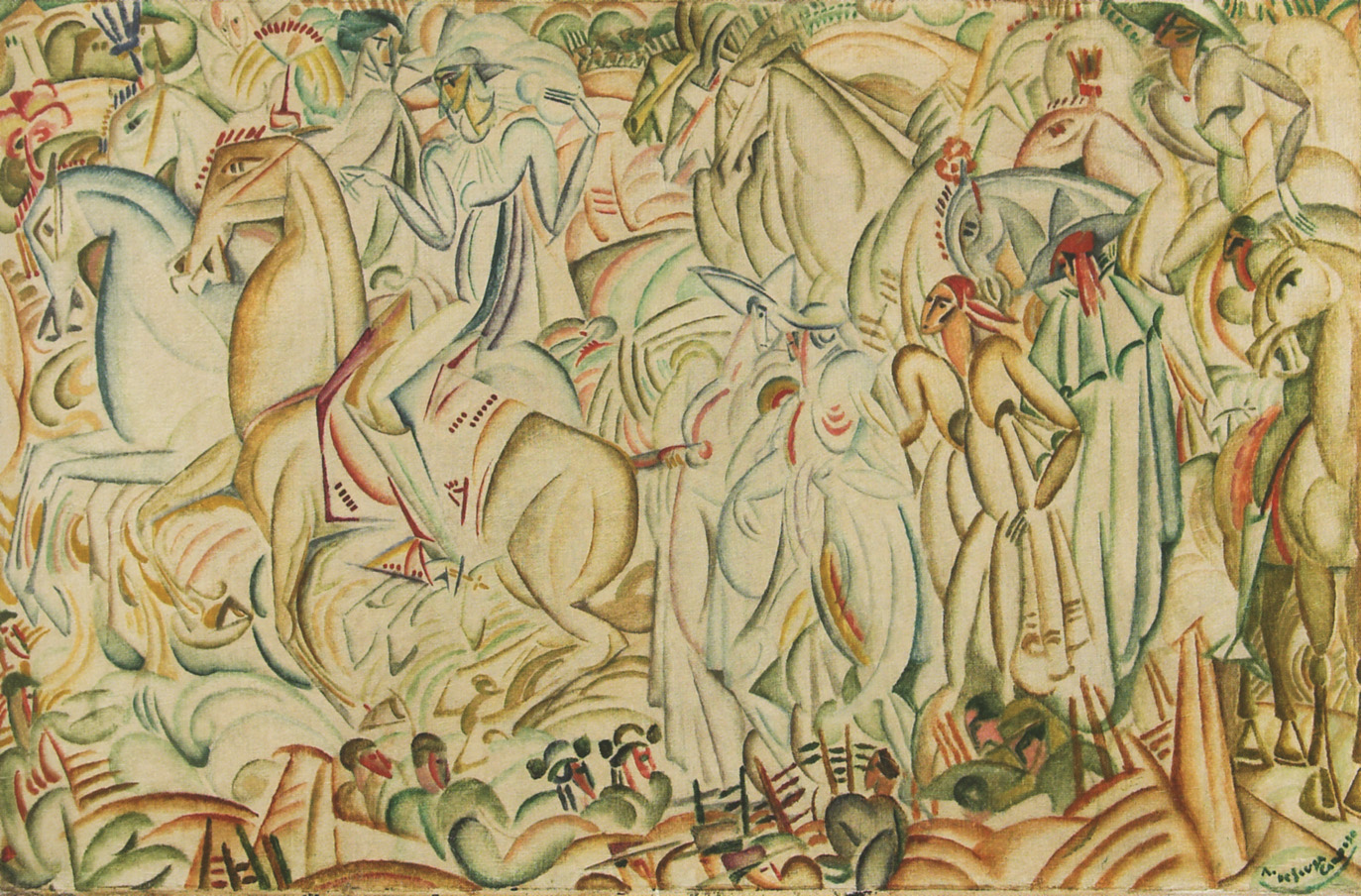
Avant la Corrida, 1912, óleo sobre tela, 60x92cm

O ano seguinte à sua partida para Paris "terá sido um ano de choque", um ano de revelação, marcando o início da sua atividade como pintor, embora as suas primeiras pinturas conhecidas datem dos anos imediatos; trata-se ainda de exercícios, de escala reduzida, "pequenas «pochades» de impressão, como toda a gente fazia", onde representa interiores de cafés ou paisagens de forma mais ou menos convencional. Se muitas destas obras revelam hesitação, a lição de Cézanne informa já algumas das paisagens mais bem-sucedidas.

### Maturidade
Em 1910 Amadeo estuda com Anglada Camarasa, "pintor espanhol de colorido vibrante mas também de algum simbolismo estilizado", que impulsiona esse momento de crescimento; no ano seguinte a sua obra começa a revelar verdadeiros sinais de maturidade, num "estilo precioso e mundano […], algo decorativo no seu grafismo estilizado e no seu colorido espetacular, onde se revela a influência […] do orientalismo luxuoso dos Ballets Russes de Diaghilev", esse "verdadeiro fenómeno pluridisciplinar que, com as suas danças exóticas e exuberantes […] transfigurou a paisagem mental de todos os artistas".
Marcado por uma multiplicidade de referências — da longa tradição erudita da arte Europeia à intensidade hierática da arte primitiva Africana; da linearidade sofisticada das gravuras e aguarelas japonesas às ruturas formais e concetuais do cubismo e do futurismo —, para Amadeo, neste momento de consolidação de ideias é igualmente determinante a amizade e conivência de artistas como Modigliani ou Brancusi. É neste quadro de referências que surgem pinturas como Saut du Lapin (Salto do Coelho) ou Os Galgos, 1911, e o álbum de 20 desenhos que irá publicar no ano seguinte, com o seu pendor marcadamente decorativo "em que assomam ainda ecos do Jugenstil muniquense", e onde procura afirmar a sua identidade, gráfica e pessoal, revendo-se em memórias ou fantasias e projetando a "construção de alguns cenários mais adequados à sua mitologia pessoal. […] Amadeo é um cavaleiro veloz, um caçador com galgos e falcões, que atravessa a galope as suas montanhas em Manhufe […] até chegar a sua casa, que se perspetiva como um castelo no cimo de uma hierarquia de colinas" (ver, por exemplo, Les Faucons, 1912).

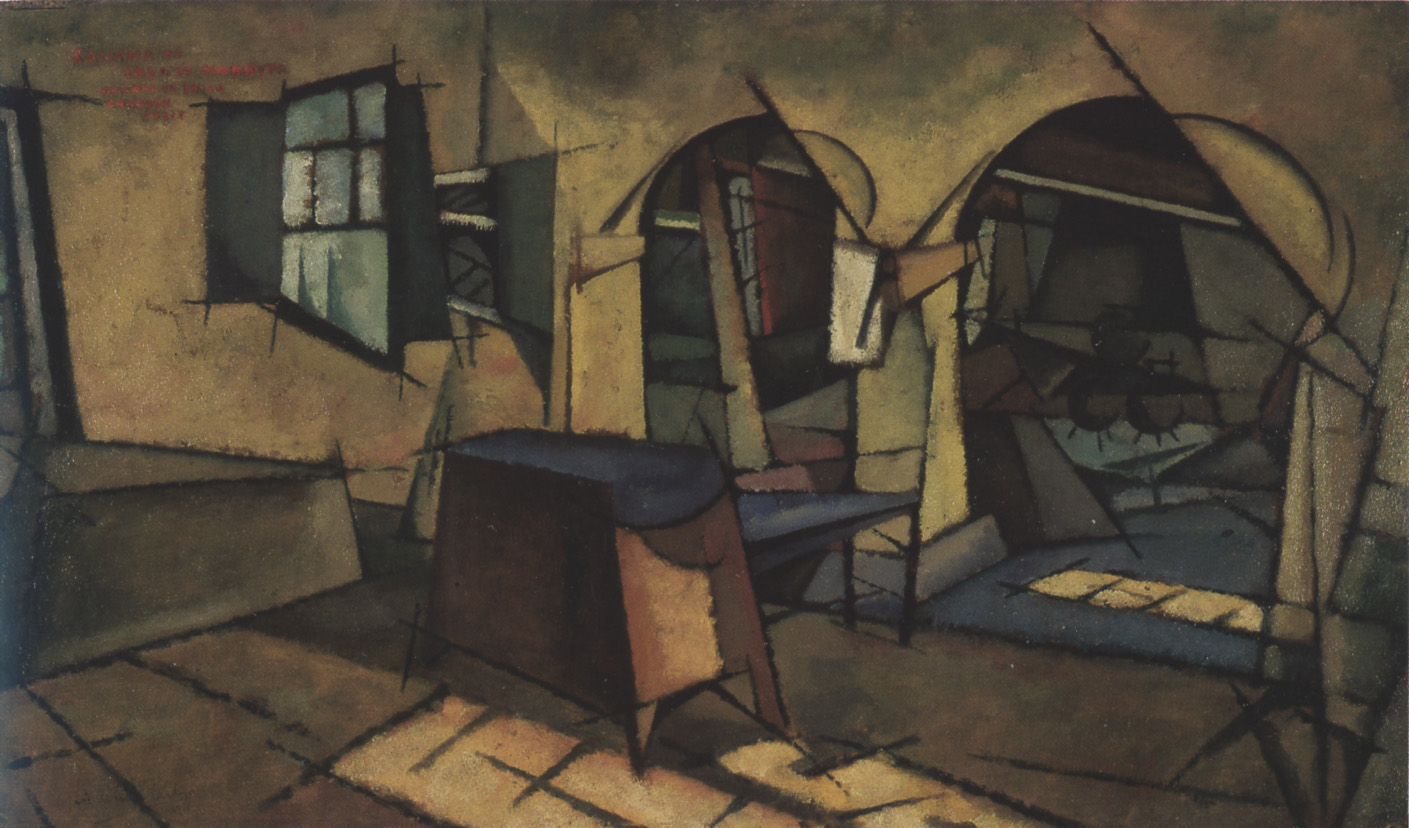
Cozinha da Casa de Manhufe, c. 1913, óleo sobre madeira, 29,2 x 49,6 cm

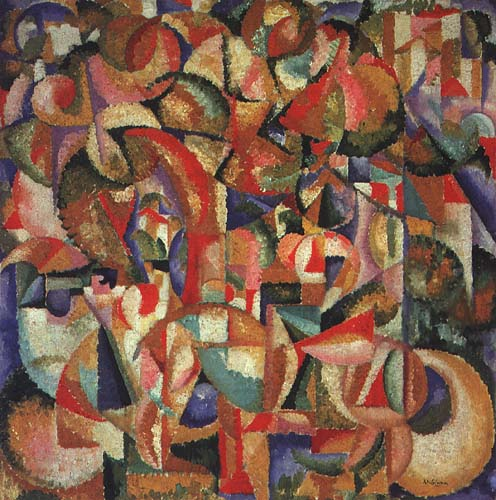
Título desconhecido (Les Cavaliers), c.1913, óleo sobre tela, 100 x 100 cm

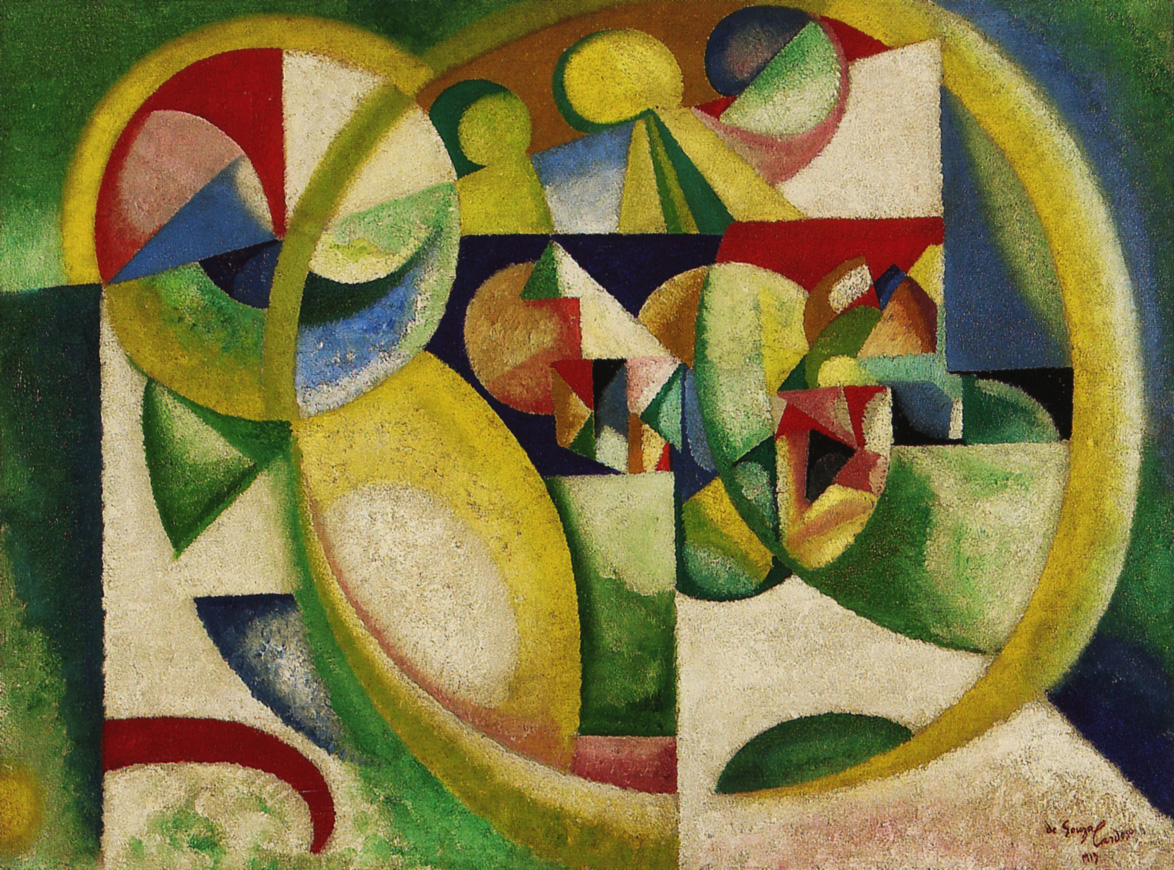
Sem título, 1913, óleo sobre tela, 46 x 61 cm

Em 1912 participa no Salon de Independents e no Salon d’Automne com um "conjunto de obras, sedutoras no tempo pelo uso de uma moderada técnica cubista, temperada com os arabescos decorativos de um imaginário singular, visualmente muito apelativo" (e onde se sente uma vontade de representar o movimento que poderá talvez relacionar-se com os princípios do manifesto futurista). Em obras como Avant la Corrida, 1912 — exposto no Salon d’Automne e no Armory Show —, Amadeo procura um caminho singular através de aspetos temáticos menos comuns e de soluções formais algo híbridas que o associam a movimentos artísticos díspares, "aproximando-se deliberadamente das margens alternativas dos respetivos programas". A sua participação com trabalhos deste tipo no Armory Show, 1913, irá ser um sucesso do ponto de vista comercial. Das 8 pinturas expostas, são vendidas 7, três das quais — Saut du Lapin, 1911; Chateau Fort, c. 1912; Paysage, 1912 —, a Jerome Eddy, autor do primeiro livro em inglês sobre o cubismo. A opinião deste importante colecionador fixará, por muitos anos, a análise interpretativa da obra de Amadeo "nesse período, brilhante e sofisticado, mas ainda distante de futuros desenvolvimentos".
Paralelamente, vemo-lo trabalhar a paisagem em obras onde o sentido predominantemente linear cede o lugar a um outro tipo de plasticidade, numa reaproximação à sensibilidade impressionista que evolui rapidamente para obras totalmente abstratas: "Entre um jogo geométrico de relevos (de lembranças cézanianas) e um ritmo colorido de massas de arvoredo, Amadeo avança para soluções de progressiva indiferenciação, como se essas massas densas perdessem a sua referência à realidade, para se transformarem em exclusivas soluções formais". Irá radicalizar a sua abordagem, aproximando-se de forma mais explícita da decomposição cubista (como na famosa Cozinha da Casa de Manhufe, 1913), que noutras pinturas será tratada através de um cromatismo aberto mais próximo de Delaunay (veja-se, por exemplo, Título desconhecido — Les Cavaliers, c. 1913); e tematicamente oscila entre caminhos diversos, com as alusões figurativas — à figura humana, à natureza-morta ou à paisagem —, a alternar com obras estritamente abstratas como, por exemplo, Sem título, 1913.
Em 1914 expõe trabalhos em Londres e Berlim, o que indicia um desejo de encontrar novas vias de internacionalização. A participação no 1º Salão de Outono (Herbstsalon) organizado pela Galeria Der Sturm, é particularmente significativa da sua ligação ao polo de difusão berlinense. "O dramatismo e a intensa espiritualidade que forma a personalidade do artista, não podem ser excluídos do seu envolvimento com o movimento expressionista e com as sensibilidades estéticas que com ele se cruzaram […]. Coincidindo sensivelmente com a cronologia da sua passagem expositiva pela Alemanha, Amadeo desenvolveu várias séries de trabalhos […] de intenso diálogo com os conteúdos, formais e teóricos, dos expressionismos do seu tempo" (é o que acontece de forma explícita com um conjunto de cabeças, ou máscaras, datado de 1914, que remete, também, para as explorações pioneiras de Picasso em torno das máscaras africanas). E será esta, afinal, uma das principais linhas unificadoras da sua obra plurifacetada. Mesmo quando os caminhos formais apontam noutras direções, "a sua alma de expressionista, esquiva a classificações e a modelos rígidos, individualista, inquieta e dissonante […] sustenta o desenvolvimento do seu trabalho", atravessando todas as fases, desde as primeiras paisagens até ao seu modo final.
O diálogo com as vanguardas do início do Século XX será o grande motor por detrás da obra de Amadeo, mas há fatores determinantes de outra de outra ordem e que se prendem com um universo temático marcado por referentes pessoais. Numa carta dirigida à sua mãe em 1908, o pintor lamentava a ausência de "um forte meio da arte" na sua terra natal, mas queixava-se igualmente da "atmosfera parda" ou o "sol anémico" de Paris, que contrapunha ao seu "Portugal prodigioso, país supremo para artistas". Segundo Helena Freitas, "o alimento espiritual de Amadeo é também a iconografia da sua terra e das suas tipologias". Na sua pintura encontramos alusões a essa luz diferente; ao sol, às montanhas, às azenhas e moinhos; aos alvos das barracas de feira; às canções, bonecos e figuras populares… (veja-se, por exemplo, Canção Popular - a Russa e o Figaro, c. 1916).

### Obras finais

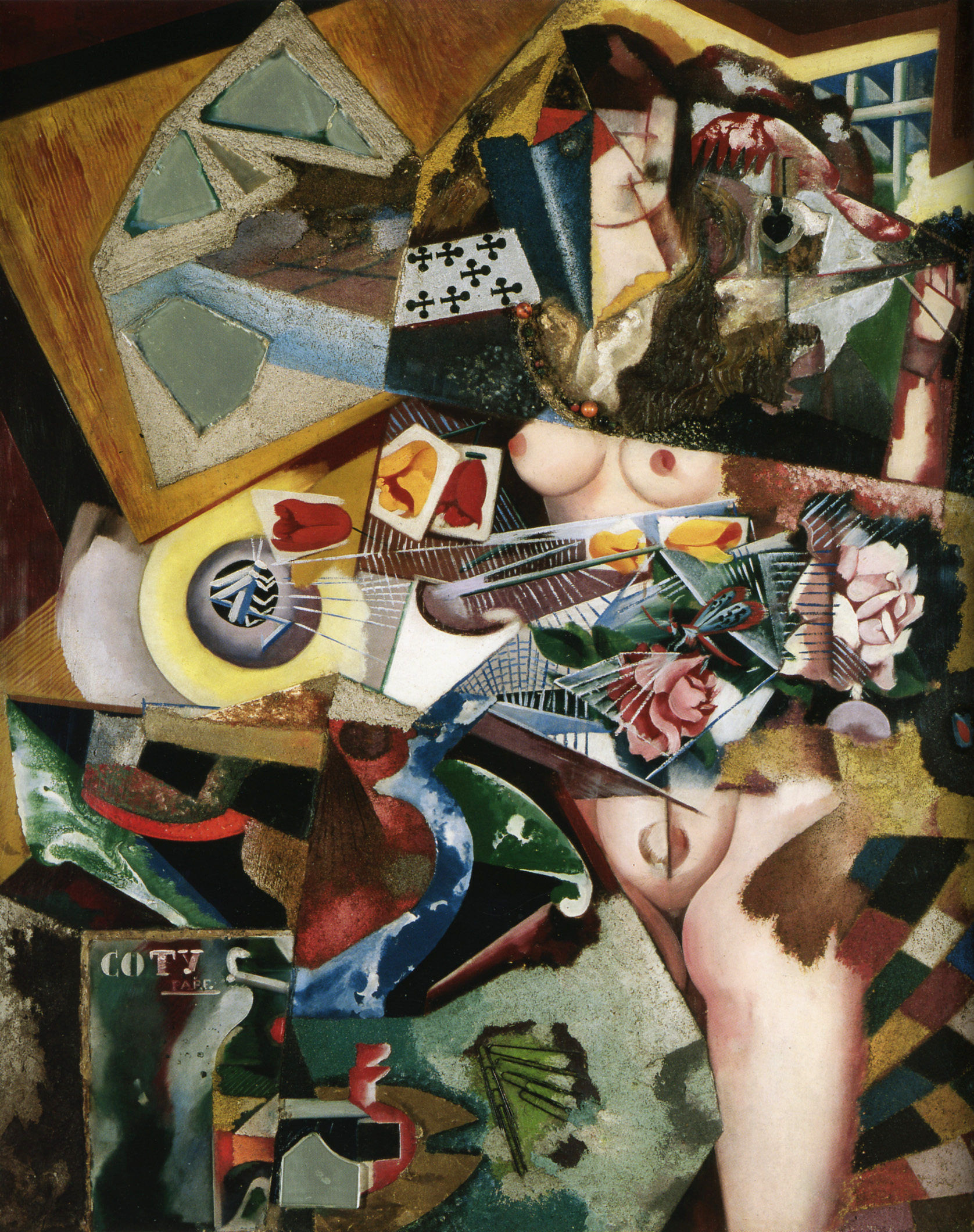
Título desconhecido - Coty, c. 1917, óleo sobre tela com colagem de materiais inertes (areia e cola?) e outros materiais (pedaços de espelhos, vidros, ganchos, um colar de missangas e papel), 94 x 76 cm

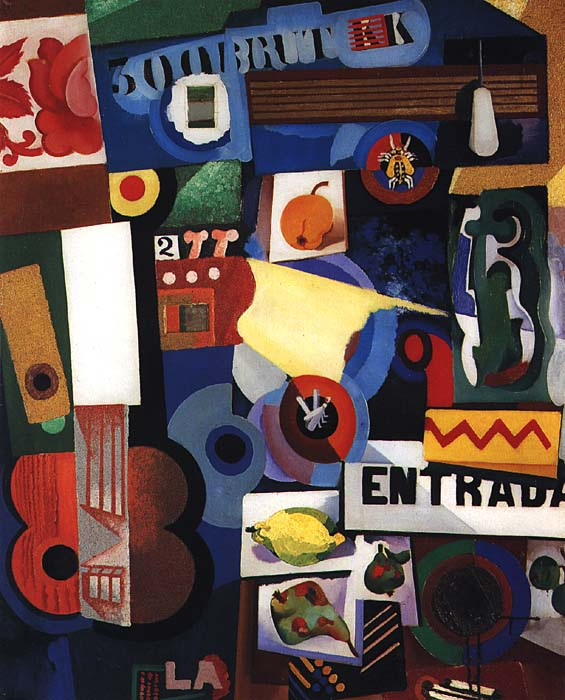
Título desconhecido - Entrada, c. 1917, óleo sobre tela com colagem de materiais inertes (areia e cola?) e outros materiais (três espelhos e um pedaço de madeira / tartaruga), 93,5 x 75,5 cm

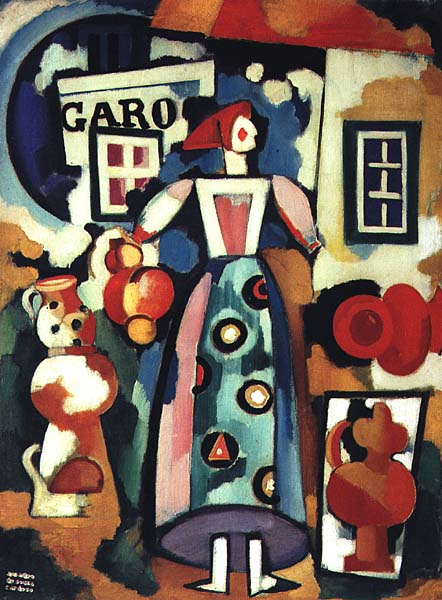
Canção Popular - a Russa e o Fígaro, c. 1916, óleo sobre tela, 80 x 60 cm

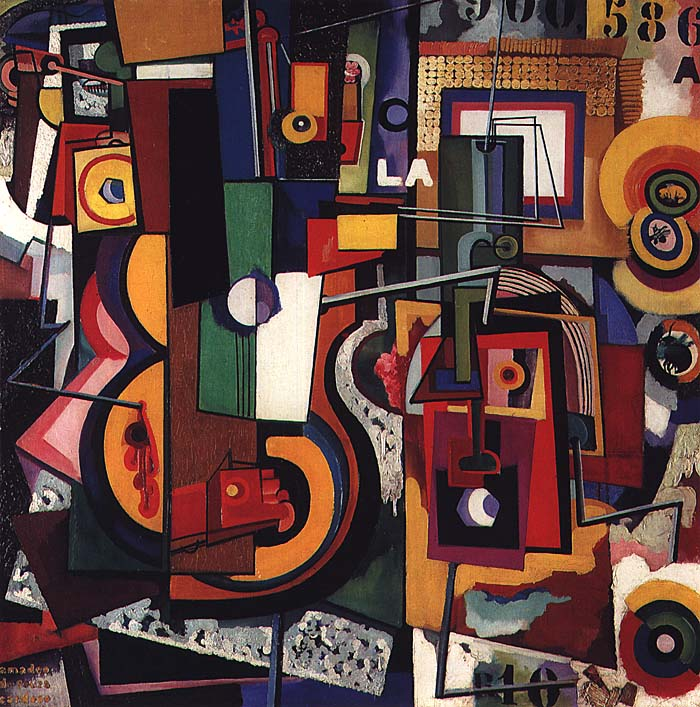
Título desconhecido, c. 1917, óleo sobre tela com colagem pontual e localizada de outros materiais (fósforos de cera, madeira), 93,5 x 93,5 cm

Regressa a Portugal após tomar conhecimento da eclosão da 1ª Guerra Mundial (1914–1918): "este virar de página vai transtornar definitivamente os seus projetos e fechar para sempre o seu livro de viagens". Isolado no norte do país, remetido para uma zona periférica de um país já de si periférico, esse isolamento é apenas mitigado pelo intercâmbio com Eduardo Viana, com Sonia e Robert Delaunay (então a residir em Portugal), e por brevíssimos contactos com elementos do chamado grupo futurista português. Vive esses últimos anos — o seu período de "maior energia e criatividade individual" —, num frenesim criativo, sonhando com a participação em mostras internacionais (que nunca se concretizam) e com o regresso, sempre adiado, a Paris. "Neste trabalho, sabiamente manipulador de uma memória seletiva, estão presentes os sinais de maturidade do artista na escolha do seu caminho. Mas é um caminho solitário e desamparado". E essas obras notáveis, onde desenvolve pesquisas consonantes com a de autores máximos das vanguardas da época — dos cubistas aos membros da vanguarda russa —, ficarão praticamente esquecidas da historiografia internacional da arte.
Os últimos trabalhos de Amadeo, datáveis de 1917, "são o núcleo mais consistente e poderoso da sua afirmação como artista". Nestas obras reforçam-se as associações inesperadas, alógicas, "ao mesmo tempo que se adensam e complexificam os processos técnicos, na espessura e materialidade das tintas misturadas com areias e outros agregantes, nas colagens, nos trompe-l’oeils e suas simulações". Partindo de um princípio gerador baseado na fragmentação cubista, irá integrar na pintura elementos iconográficos típicos desse movimento (dos instrumentos musicais à palavra escrita), fragmentos apropriados da vida real (madeira, espelhos, ganchos de cabelo, etc.), representações de partes do corpo ou de produtos contemporâneos produzidos industrialmente (como uma máquina registadora), e formas totalmente abstratas… Essa diversidade aparentemente incongruente é gerida de forma magistral, "num jogo combinatório poderoso e de uma energia plástica rara" que coloca essas obras a par das pinturas mais notáveis suas contemporâneas.
Embora a "notoriedade do seu percurso expositivo e […] integração no contexto internacional dos diálogos de vanguarda" o coloquem no centro da revolução que atravessou o mundo das artes nas primeiras décadas do século XX, a origem de Amadeo num país pequeno e periférico, a sua morte prematura e inconstância estilística, "camaleónica", criaram sérias dificuldades ao seu reconhecimento. Mesmo em Portugal, depois da sua morte ocorreu um longo hiato até que a sua obra merecesse a devida atenção; e apenas em 1983, com a inauguração do Centro de Arte Moderna da Fundação Calouste Gulbenkian, se tornou finalmente possível um acesso real e permanente a obras de referência como Título desconhecido (Entrada), ou Título desconhecido (Coty), 1917.

### Outras obras
- Clown, Cavalo, Salamandra (1911)
- A casita clara – paisagem (1915)

## Rescaldo
- 1922 — São expostas as 3 pinturas (legado da coleção de A. S. Eddy) em Chicago - The Art Institute of Chicago. A revista Contemporânea (1915-1926) reproduz um desenho de Almada em hors texte, no seu n.º 6 (Dez. 1922).
- 1925 — Exposição retrospetiva de Amadeo na Galerie Briant-Robert, Paris. O 1º Salão de Outono, Lisboa, inclui uma pequena homenagem retrospetiva ao pintor.
- 1935 — Criação do Prémio Amadeo de Souza-Cardoso, SPN, a atribuir anualmente no Salão de Arte Moderna.
- 1953 — Inauguração da Sala Amadeo de Souza-Cardoso na Biblioteca-Museu Municipal de Amarante. Incorporação de 5 pinturas no Museu Nacional de Arte Contemporânea, Lisboa.
- 1956 — Exposição antológica na Galeria Alvarez, Porto.
- 1957 — É editada a primeira monografia sobre Amadeo, da autoria de José Augusto França.[38]
- 1958 — Exposição retrospetiva na Casa de Portugal, Paris.
- 1959 — Incorporação da pintura Les Cavaliers no MNAM, Paris. Exposição retrospetiva, Palácio Foz, Lisboa, e no Museu Nacional Soares dos Reis, Porto.[39] Representação de Amadeo na V Bienal de S. Paulo, Brasil. A  revista Pirâmide[40] (1959–1960) reproduz o estudo "Farol Bretão", no seu n.º 2 (Jun. 1959).
- 1968 — Aquisição das 5 primeiras obras de Amadeo pela Fundação Calouste Gulbenkian, Lisboa.
- 1969 — Comemorações do Cinquentenário da morte de Amadeo, Galeria Bucholz, Lisboa. Exposição das aquisições da Fundação Calouste Gulbenkian em Paris, Fundação Calouste Gulbenkian, Lisboa.
- 1983 — Inauguração do Centro de Arte Moderna, Fundação Calouste Gulbenkian, Lisboa; obras de Amadeo integram a mostra permanente do Centro.
- 1987 — 1887–1987 Centenário do nascimento de Amadeo de Souza-Cardoso, Fundação Calouste Gulbenkian, Lisboa.
- 1991 — Exposição no âmbito da Europália, Bruxelas.
- 1998 — Fundação Juan March, Madrid.
- 1999 — At the Edge: A Portuguese Futurist, Amadeo de Sousa-Cardoso, The Corcoran Gallery of Art, Washington D.C. e The Arts Club of Chicago, EUA.
- 2001 — Amadeo de Souza-Cardoso: um pioneiro do Modernismo em Portugal, Museu do Chiado, Lisboa.
- 2006 — Amadeo de Souza-Cardoso: Diálogo de Vanguardas, Centro de Arte Moderna José de Azeredo Perdigão, Fundação Calouste Gulbenkian, Lisboa.
- 2007 — Ein Pionier aus Portugal, museu Ernst Barlach, Hamburgo.[41]
- 2016 — Amadeo de Souza-Cardoso, Grand Palais, Paris; comissariado: Helena de Freitas.[41]
- 2023 — “Amadeo”, do realizador Vicente Alves do Ó, parcialmente filmado em Amarante, estreia nos cinemas.

Sob a coordenação científica de Helena de Freitas, a Fundação Calouste Gulbenkian publicou, em colaboração com a Editora Assírio & Alvim, as seguintes obras de referência:
- Freitas, Helena de — Amadeo de Sousa-Cardoso: Fotobiografia [Catalogue Raisonné]. Lisboa: Fundação Calouste Gulbenkian, 2007. ISBN 978-972-635-192-4
- Freitas, Helena de — Amadeo de Sousa Cardoso: Pintura [Catalogue Raisonné]. Lisboa: Fundação Calouste Gulbenkian, 2008. ISBN 978-972-635-203-7